# São Martinho do Bispo
Pour les articles homonymes, voir São Martinho.
São Martinho do Bispo est une ancienne paroisse civile portugaise (en portugais : freguesia) de la municipalité de Coimbra dans le district du même nom.
La loi no 11-A/2013 du 28 janvier 2013, portant réorganisation administrative du territoire des freguesias, fusionne São Martinho do Bispo avec la paroisse voisine de Ribeira de Frades pour former l’União das freguesias de São Martinho do Bispo e Ribeira de Frades (dont le siège est à São Martinho do Bispo).